# Vall de Almonacid
Vall de Almonacid település Spanyolországban, Castellón tartományban. Vall de Almonacid Algimia de Almonacid, Almedíjar, Castellnovo, Gaibiel, Matet, Navajas, Segorbe és Jérica községekkel határos. Lakosainak száma 281 fő (2024).

## Népesség
A település népessége az elmúlt években az alábbi módon változott:
| Lakosok száma | 292  | 266  | 278  | 267  | 277  | 254  | 261  | 269  | 286  | 281  |
|               | 2001 | 2004 | 2006 | 2009 | 2011 | 2014 | 2016 | 2019 | 2021 | 2024 |